# HD 165683
HD 165683，又名BD+32 3047，SAO 66626、HR 6768，是一颗恒星，视星等为5.71，位于銀經58.59，銀緯23.08，其B1900.0坐标为赤經18h 2m 6.3s，赤緯+32° 23.08′ 18″。